# Ivan Steiger

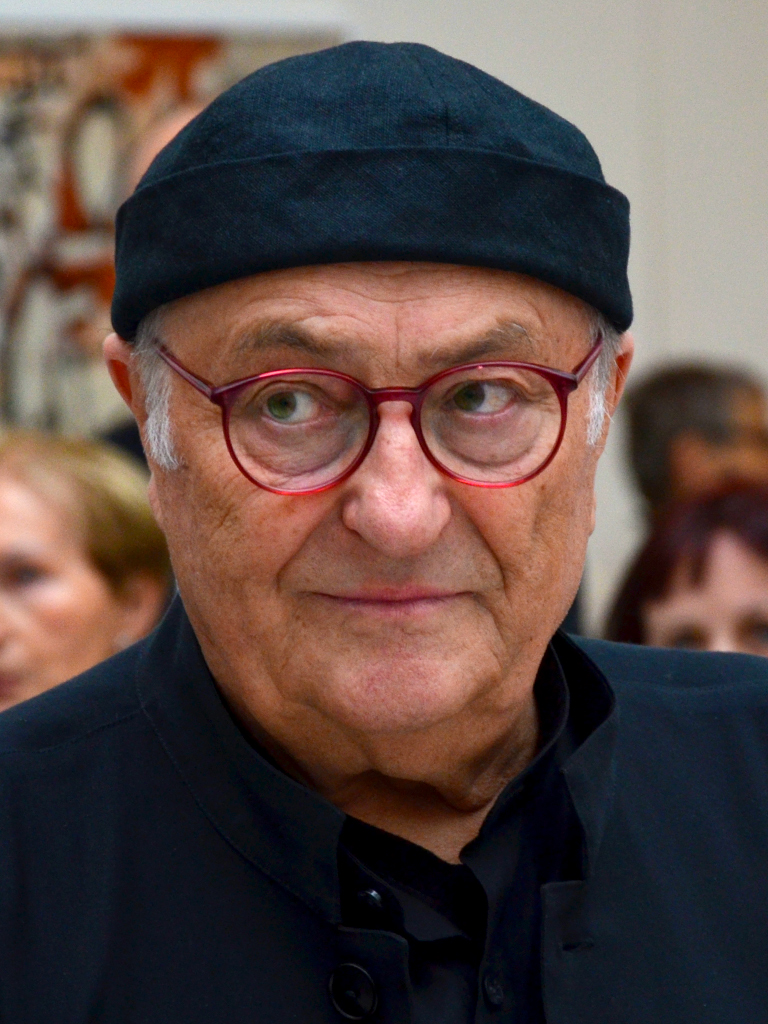
Ivan Steiger 2014

Ivan Steiger (* 26. Januar 1939 in Prag; † 14. Februar 2025 ebenda) war ein tschechisch-deutscher Karikaturist, Zeichner und Illustrator, Autor und Filmregisseur. Er war außerdem langjähriger Sammler und Gründer der Spielzeugmuseen in München und Prag.

## Leben
Steiger studierte ab 1958 an der Filmhochschule in Prag als Schüler des Schriftstellers Milan Kundera, schrieb Drehbücher und Erzählungen und promovierte 1967 als Film- und Fernsehdramaturg und Regisseur. Steiger gehörte neben Schriftstellern wie Bohumil Hrabal, Milan Kundera und anderen zu den geistigen Reformern auf dem Weg zu einem demokratischen Sozialismus. Sein Prager Tagebuch kann als Chronologie der politischen Ereignisse der 1960er Jahre gelesen werden. Nach der Niederschlagung des Prager Frühlings 1968 emigrierte er als erklärter Regimegegner in die Bundesrepublik Deutschland und ließ sich in München nieder. 1979 wurde er deutscher Staatsbürger.
Ab 1961 begann er mit Zeichnungen, die in internationalen Zeitungen und drei Jahre später auch zum ersten Mal in der Süddeutschen Zeitung veröffentlicht wurden, ab 1972 auch in der Frankfurter Allgemeinen Zeitung, wo sie bis heute fast täglich im Politikteil zu finden sind. Im November 2011 waren es mehr als 9000 Zeichnungen, die bis dahin in der FAZ erschienen waren.
Er produzierte ab Anfang der 1980er-Jahre zahlreiche Dokumentationen über antikes Spielzeug und eröffnete 1983 im Alten Rathaus München ein erstes Spielzeugmuseum, später ein zweites in Prag.
Steiger arbeitete auch als Maler. So entstand 2010 das Bild Welt voller Schnipsel, eine Collage unter Verwendung von Acrylfarben, Bleistift und Sand. Des Weiteren entstand die 60 × 80 cm große Collage Einige gute Bruchstücke unter Verwendung von Acryl und Sand.

## Auszeichnungen
- 2009: Bundesverdienstkreuz (am Bande)
- 2009: Verdienstmedaille
- 2011: e.o.plauen Preis